# 自動光学検査
自動光学検査（Automated Optical Inspection；AOI）とは、プリント基板(PCB)や液晶ディスプレイの製造における自動外観検査。デバイスをカメラで自律スキャンし、重大欠陥（たとえば部品欠落）や品質欠陥（たとえばフィレットのサイズ、形状や部品の歪み）を検査するものである。
非接触/非破壊のテスト方式であるため、多くのPCB製造工程で一般的に使用され、ベアボード(裸基板)検査、半田ペースト検査(Solder Paste Inspection ; SPI)、リフロー前後(pre-reflow and post-reflow AOI)などに導入されている。

## 表面実装(SMT)検査
表面実装されたプリント基板のAOIにおいては、以下のような欠陥を検査できる:
- 面欠陥（Area defects）
- Billboarding
- Component offset
- Component polarity
- Component presence or absence
- 部品のねじれ/歪み（Component Skew）
- Excessive Solder Joints
- Flipped component
- Height Defects
- Insufficient Paste around Leads
- 半田薄/半田不足(Insufficient Solder Joints)
- Lifted Leads
- No Population tests
- Paste Registration
- Severely Damaged Components
- 半田ブリッジ/ショート(Solder Bridges)
- ツームストーン/チップ立ち(Tombstoning)
- 体積欠陥(Volume Defects)
- Wrong Part

## ベアボード(Bare PCB)検査
- 回路幅(Line width violation)
- 回路間隔(Spacing violation)
- Excess copper
- ミッシングパッド/パッド無し（Missing pad）
- 回路ショート(Shorts circuits)
- Cuts
- 座切れ/穴ズレ/ランド切れ(Hole breakage/Land breakout) – ドリル穴（ビア）がランド(パッド)からはみ出した状態。
- 部品間違い

欠陥報告のトリガーは、検査アルゴリズム(モデル検査)もしくは、CADベースで設定が可能である。
この検査方式は手動外観検査よりも遥かに信頼性・再現性に優れると言われている。
多くの場合、より微細(狭ピッチ)な回路基板の設計にはAOIやICTの需要を押し上げている。

## 関連技術
以下はAOIに関連する検査技術で、エレクトロニクス製造業界における電子回路基板の検査によく用いられる手法である。:
- AXI（ Automated x-ray inspection/自動X線検査）
- JTAG （Joint Test Action Group）・・・集積回路や基板の検査、デバッグに使えるバウンダリスキャンテストやテストアクセスポートの標準 IEEE 1149.1 の通称
- ICT （In-circuit test(インサーキットテスタ)）
- ファンクションテスト（Functional testing）

## 参照
1. ↑  Zentroid - PCB/CAD/AOI Basics, Component and Package names